# Mandolină

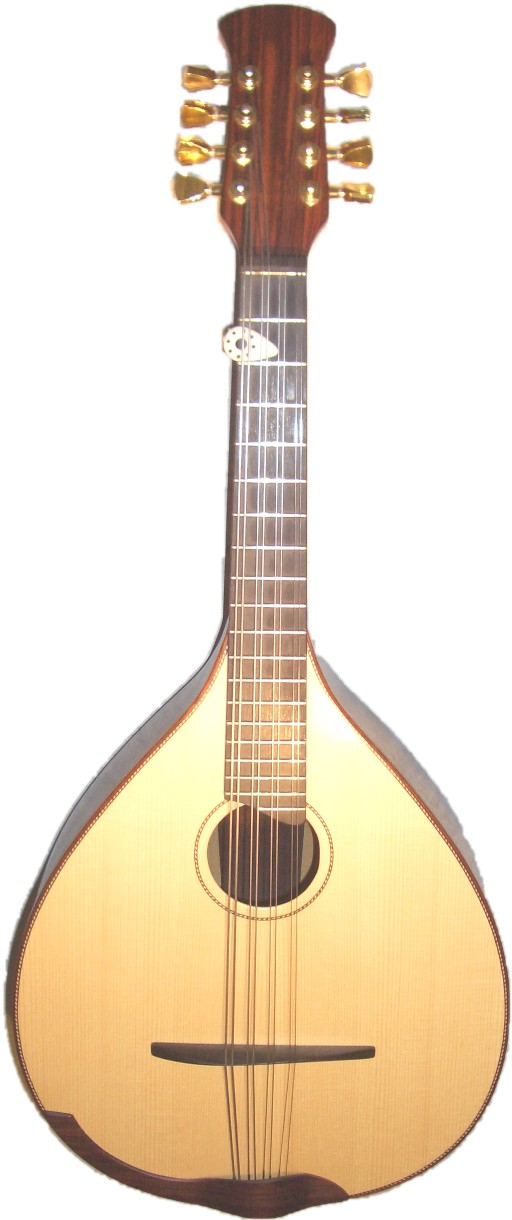
Mandolină

Mandolina este un instrument muzical cu coarde ciupite. Mandolina are 8 corzi și emite un sunet mai înalt decât chitara.
O serenadă sau canțonetă cântată cu acompaniament de mandolină poartă denumirea de mandolinată.

## Instrumente înrudite
- Teorbă
- Lăută
- Chitară
- Mandora
- Mandolă (o mandolină mai mare)
- Ukulele